# Lee Hyun-joung
Pour les articles homonymes, voir Lee.
Ne doit pas être confondu avec Lee Hyun-jung.
Lee Hyun-joung, née en 1972 à Séoul (Corée du Sud), est une artiste sud-coréenne.
Elle est reconnue pour ses œuvres qui fusionnent des matériaux traditionnels coréens avec des techniques modernes.

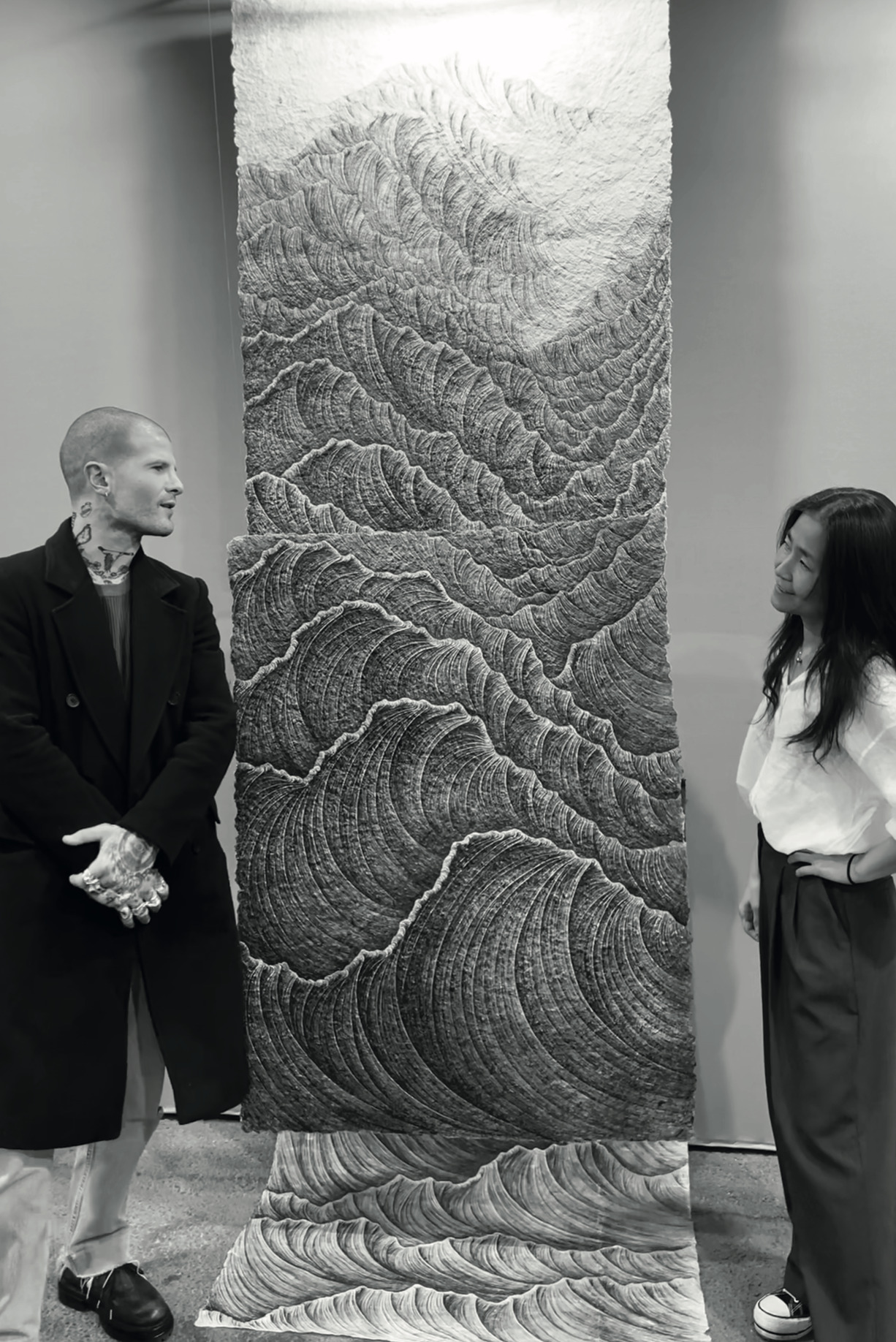
Florian Araïb and Lee Hyun Joung at Grand Palais Ephémère in Paris for Lee Hyun Joung's exhibition

## Biographie
Lee Hyun-joung étudie les beaux-arts à l'Université Sejong à Séoul avant de se former à l'orfèvrerie à Paris où elle s'est établie. Découverte en 2018 par Florian Araïb, fondateur de la Galerie Sept, Lee Hyun Joung est reconnue pour son approche artistique unique qui fusionne harmonieusement les traditions artistiques de la Corée du Sud avec une esthétique contemporaine raffinée. Ses œuvres font également partie de la collection privée du musée Cernuschi à Paris depuis décembre 2024.

## Style
Les créations de Lee Hyun-joung sont souvent abstraites et inspirées par ses souvenirs d'enfance en Corée du Sud ainsi que par ses expériences en France. Elle utilise des matériaux traditionnels tels que le papier Hanji et l'encre noire coréenne (muk), intégrant des techniques modernes pour créer des paysages imaginaires et poétiques qu'elle appelle “chemins”. Ces œuvres invitent le spectateur à une promenade intérieure et spirituelle.

### Processus créatif
Son processus créatif combine des éléments traditionnels et modernes. Elle commence généralement par des esquisses et des études préparatoires, puis expérimente avec différents matériaux et techniques pour donner vie à ses idées. Ses œuvres explorent des thèmes de mémoire, de nature et de spiritualité.

## Œuvres
Quelques œuvres notables de Lee Hyun-joung :
- Mémoire fragmentée : une série d'installations qui utilisent des objets trouvés et des matériaux recyclés pour représenter des souvenirs personnels et collectifs.
- Identités croisées : une collection de sculptures et de peintures qui explorent les notions d'identité culturelle et de diaspora.
- Paysages intérieurs : des œuvres qui combinent des éléments naturels et artificiels pour créer des paysages symboliques représentant des états émotionnels et psychologiques.

## Expositions
Lee Hyun-joung a exposé ses œuvres dans plusieurs galeries, notamment : 
En Europe
- Galerie Sept à Bruxelles[7]
- Galerie Louis & Sack à Paris et Montreux[8]
- Art on Paper à Bruxelles
- Biennale de Venise (plusieurs éditions)

À Séoul
- Musée d'Art Moderne de Séoul (plusieurs expositions solo)
- The Columns Gallery
- Galerie Hyundai